# William Safire
William Safire (ur. 17 grudnia 1929 w Nowym Jorku, zm. 27 września 2009 w Rockville) – amerykański dziennikarz. Pracował dla „The New York Times”. Był autorem przemówień byłego prezydenta USA Richarda Nixona. Jego dorobek obejmuje także szereg opowiadań.